# Anjuta
Anjuta（アニュータ）はC、C++、Java、JavaScript、Python、Vala向けのGNOMEアプリケーションのオープンソースの統合開発環境 (IDE)。WindowsのVisual C++に相当するもの。
プロジェクト管理、プロジェクトウィザード、オンボードインタラクティブデバッガを備え、ソースナビゲーションやシンタックス強調などの強力な機能がある。